# Reinhard Gustav Paul Knuth
Reinhard Gustav Paul Knuth  (1874 - 1957 ) foi um botânico e pteridólogo alemão.

## Algumas publicações
- Knuth, R, A Engler, L Diels, H Stubbe, K Noack. 1956. Das Pflanzenreich. H. 105 = IV. 219. Barringtoniaceae. Ed. Engelmann
- Pax, FA; Knuth, RGP. 1905. Primulaceae. Mit 311 Einzelbildern in 75 Figuren und 2 Verbreitungskarten (Das Pflanzenreich. Hft. 22.)
- 1902. Ber die geographische Verbreitung und die Anpassungserscheinungin der Gattung eGeraniume im Verhältnis zu ihrer systematischen Gliederung, Inaugural-Dissertation... von Reinhard Knuth.  Ed. W. Engelmann. 47 pp.

### Livros
- 1912. EGeraniaceaee... von R. Knuth.  Ed. W. Engelmann. 640 pp.
- Pax, FA; RGP Knuth. 1905.  EPrimulaceaee. Ed. W. Engelmann. 386 pp.

## Homenagens
Em sua honra foram nomeadas as sguintes espécies:
- Elaeocarpaceae Elaeocarpus knuthii Merr. 1951
- Euphorbiaceae Euphorbia knuthii Pax
- Lecythidaceae Eschweilera knuthii J.F.Macbr. 1940
- Oxalidaceae Oxalis knuthii Herter 1931
- Oxalidaceae Oxalis knuthii Pittier 1939